# Series Colegiales
Les Series Colegiales ACB són una competició impulsada per l'ACB. Es porta a terme cada temporada arreu d'Espanya. Cada equip de l'ACB organitza la seva pròpia divisió, tant en categoria masculina com femenina. Hi competeixen equips formats per jugadors que es troben en etapa de batxillerat, és a dir, d'entre 16 i 18 anys. Les Series Colegiales van néixer el 2001 gràcies a una iniciativa del Club Baloncesto Estudiantes, i es van disputar només a Madrid. El 2006 es va realitzar la primera competició a nivell estatal. Hi ha 18 divisions, repartides en 5 conferències: Gran Centro, Mediterráneo, Sur, Norte i Levante. Quan cada divisió ja té el guanyador, es fan encreuaments entre elles (s'anomena fase Conferència) i després entre conferències (fase Interconferència). Els 4 millors equips masculins i femenins es citen a la Gran final Colegial que se celebra a Madrid cap al maig.

## Palmarès
| Edició | Campió masculí                | MVP Masculí        | Campió femení                     | MVP Femení   |
| ------ | ----------------------------- | ------------------ | --------------------------------- | ------------ |
| 2006   | Liceo Francés (Madrid)        |                    | Elexalde (Bilbao)                 |              |
| 2007   | Col·legi Badalonès (Badalona) |                    | Elexalde (Bilbao)                 |              |
| 2008   | Ramiro de Maeztu (Madrid)     |                    | Escola Vedruna (Girona)           |              |
| 2009   | Col·legi Badalonès (Badalona) |                    | Ramiro de Maeztu (Madrid)         |              |
| 2010   | Col·legi Badalonès (Badalona) | Joan Tomàs Noguera | Zurriola Ikastola (Sant Sebastià) | Amaia Segues |